# Élections régionales de 2000 en Ligurie
Les Élections régionales de 2000 en Ligurie se sont tenues le 16 avril 2000, afin d'élire les 40 membres du conseil régional de la région de Ligurie pour un mandat de cinq ans.

## Système électoral

Région de Ligurie.

La Ligurie est une région italienne à statut simple. Le conseil et son président sont élus simultanément pour des mandats de cinq ans. Ce dernier est élu au scrutin uninominal majoritaire à un tour tandis que 39 sièges de conseillers sont pourvus selon un système mixte.
Pour 31 d'entre eux, le scrutin utilisé est proportionnel plurinominal avec listes ouvertes et répartition des sièges selon la méthode du plus fort reste. Les électeurs ont la possibilité d'effectuer un vote préférentiel pour deux des candidats de la liste pour laquelle ils votent, afin de faire monter leur place dans celle-ci. Le seuil électoral ne s'applique pas pour les listes liées à un candidat à la présidence ayant réuni au moins 5 % des voix. 
À ces sièges s'ajoutent 9 autres qui sont quant à eux pourvus au scrutin majoritaire plurinominal avec listes fermées. Chaque liste inclut son candidat à la présidence, et ces sept sièges sont ainsi attribués en bloc à la liste du candidat vainqueur de la présidence et à celui-ci, donnant au scrutin une tendance majoritaire. 
Enfin, le candidat en tête de liste arrivé à la deuxième place de l'élection pour la présidence est membre à part entière du conseil, ce qui porte le nombre minimum de ses membres à un total de 40.

### Modalités
L'électeur vote sur un même bulletin pour un candidat à la présidence et pour la liste d'un parti. Il a la possibilité d'exprimer ce vote de plusieurs façons.
- Soit voter uniquement pour une liste, auquel cas son vote s'ajoute également à ceux pour le candidat à la présidence soutenu par la liste. Il a également la possibilité d'exprimer un vote préférentiel pour deux candidats de son choix sur la liste en écrivant leurs noms. Il ne doit dans ce cas pas écrire les noms de deux candidats de même sexe, ni un seul nom.

- Soit ne voter que pour un candidat à la présidence, auquel cas son vote n'est pas étendu à sa liste.

- Soit préciser son vote pour un candidat et son vote pour une liste. Contrairement à plusieurs autres régions italiennes, l'électeur peut effectuer un panachage en choisissant un candidat à la présidence et une liste ne faisant pas partie de celles soutenant le candidat choisi[1].

### Répartition des sièges
| Provinces                                      | Sièges | +/- |  |
| Gênes                                          | 20     | 1   |  |
| Imperia                                        | 4      | 1   |  |
| La Spezia                                      | 3      | 1   |  |
| Savone                                         | 4      | 5   |  |
| Candidats à la présidence et prime majoritaire | 9      | 1   |  |
| Total                                          | 40     | 5   |  |

## Résultats
|                           |                           |            |            |                      |                                          |                             |           |         |         |               |               |       |  |  |
| Présidence                | Présidence                | Présidence | Présidence | Présidence           | Conseil                                  | Conseil                     | Conseil   | Conseil | Conseil | Conseil       | Conseil       | Total |  |  |
| Candidats                 | Candidats                 | Votes      | %          | Élus                 | Partis                                   | Partis                      | Votes     | %       | +/-     | Sièges        | +/-           | Total |  |  |
|                           | Sandro Biasotti (FI)      | 475 308    | 50,71      | 8                    |                                          | Forza Italia (FI)           | 240 789   | 27,27   | 2,88    | 10            | 1             |       |  |  |
|                           | Sandro Biasotti (FI)      | 475 308    | 50,71      | 8                    | Alliance nationale (AN)                  | 90 396                      | 10,24     | 0,96    | 3       | 1             |               |       |  |  |
|                           | Sandro Biasotti (FI)      | 475 308    | 50,71      | 8                    | Ligue du Nord (LN)                       | 38 104                      | 4,32      | 2,22    | 1       | 1             |               |       |  |  |
|                           | Sandro Biasotti (FI)      | 475 308    | 50,71      | 8                    | Ligurie nouvelle                         | 24 943                      | 2,83      | Nv.     | 1       | 1             |               |       |  |  |
|                           | Sandro Biasotti (FI)      | 475 308    | 50,71      | 8                    | Centre chrétien-démocrate (CCD)          | 22 959                      | 2,60      | 0,05    | 1       | en stagnation |               |       |  |  |
|                           | Sandro Biasotti (FI)      | 475 308    | 50,71      | 8                    | Chrétiens démocrates unis (CDU)          | 15 837                      | 1,79      | Nv.     | —       | en stagnation |               |       |  |  |
|                           | Sandro Biasotti (FI)      | 475 308    | 50,71      | 8                    | Anima-liste Ligurie                      | 11 984                      | 1,36      | Nv.     | —       | en stagnation |               |       |  |  |
|                           | Sandro Biasotti (FI)      | 475 308    | 50,71      | 8                    | Parti des retraités (PP)                 | 6 488                       | 0,73      | Nv.     | —       | en stagnation |               |       |  |  |
| Total Maison des libertés | Total Maison des libertés | 475 308    | 50,71      | 8                    | 451 500                                  | 51,14                       | 12,89     | 16      | 2       | 24            |               |       |  |  |
|                           | Giancarlo Mori (PPI)      | 431 743    | 46,07      | 1                    |                                          | Démocrates de gauche (DS)   | 231 496   | 26,22   | 4,08    | 9             | 5             |       |  |  |
|                           | Giancarlo Mori (PPI)      | 431 743    | 46,07      | 1                    | Parti de la refondation communiste (PRC) | 57 619                      | 6,53      | 1,44    | 2       | en stagnation |               |       |  |  |
|                           | Giancarlo Mori (PPI)      | 431 743    | 46,07      | 1                    | Liste commune PPI-UDEUR                  | 37 351                      | 4,23      | 1,48    | 1       | 2             |               |       |  |  |
|                           | Giancarlo Mori (PPI)      | 431 743    | 46,07      | 1                    | Les Démocrates (Dem)                     | 25 285                      | 2,86      | Nv.     | 1       | 1             |               |       |  |  |
|                           | Giancarlo Mori (PPI)      | 431 743    | 46,07      | 1                    | Fédération des Verts (FdV)               | 18 541                      | 2,10      | 0,83    | 1       | en stagnation |               |       |  |  |
|                           | Giancarlo Mori (PPI)      | 431 743    | 46,07      | 1                    | Liste commune SDI-PRI                    | 17 284                      | 1,96      | Nv.     | 1       | 1             |               |       |  |  |
|                           | Giancarlo Mori (PPI)      | 431 743    | 46,07      | 1                    | Parti des communistes italiens (PdCI)    | 16 507                      | 1,87      | Nv.     | —       | en stagnation |               |       |  |  |
|                           | Giancarlo Mori (PPI)      | 431 743    | 46,07      | 1                    | Pour l’Italie                            | 2 806                       | 0,32      | Nv.     | —       | en stagnation |               |       |  |  |
| Total L'Olivier           | Total L'Olivier           | 431 743    | 46,07      | 1                    | 406 889                                  | 46,09                       | 2,12      | 15      | 4       | 16            |               |       |  |  |
|                           | Mario Tarantino           | 24 168     | 2,58       | —                    |                                          | Liste Bonino-Pannella (LBP) | 20 962    | 2,37    | 0,89    | 0             | en stagnation | 0     |  |  |
|                           | Irene Menghini            | 6 028      | 0,64       | —                    |                                          | Parti humaniste (PH)        | 3 473     | 0,39    | Nv.     | 0             | en stagnation | 0     |  |  |
|                           |                           |            |            |                      |                                          |                             |           |         |         |               |               |       |  |  |
| Votes valides             | Votes valides             | 937 247    | 92,56      |                      | Votes valides                            | Votes valides               | 882 824   | 87,19   |         |               |               |       |  |  |
| Votes blancs et nuls      | Votes blancs et nuls      | 75 292     | 7,44       | Votes blancs et nuls | Votes blancs et nuls                     | 129 715                     | 12,81     |         |         |               |               |       |  |  |
| Total candidats           | Total candidats           | 1 012 539  | 100        | 9                    | Total partis                             | Total partis                | 1 012 539 | 100     | -       | 31            | en stagnation | 40    |  |  |
| Abstentions               | Abstentions               | 424 234    | 29,53      |                      |                                          |                             |           |         |         |               |               |       |  |  |
| Inscrits/participation    | Inscrits/participation    | 1 436 773  | 70,47      |                      |                                          |                             |           |         |         |               |               |       |  |  |